# Статуетка чоловіка (Метрополітен)

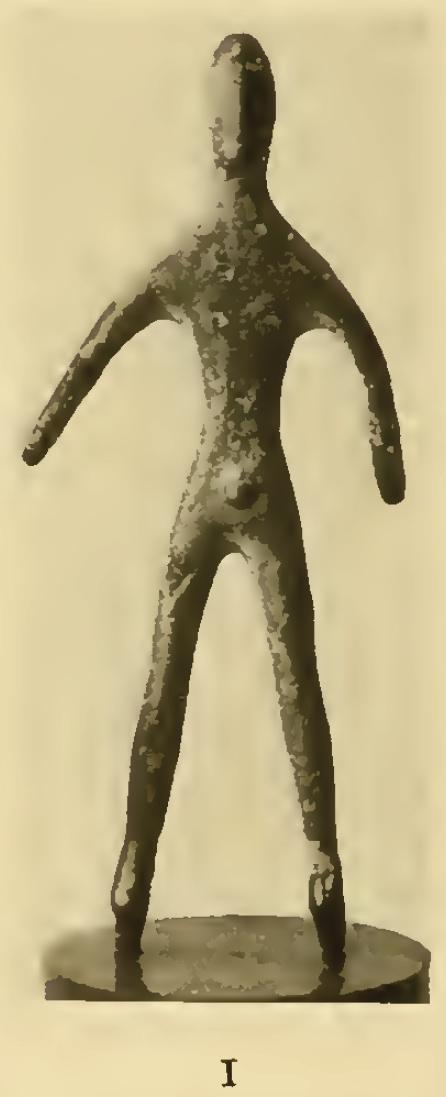
Бронзова статуетка чоловіка

Бронзова статуетка чоловіка — експонат музею мистецтва Метрополітен, в Нью-Йорку. Має індекс 74.51.5576, була знайдена на Кіпрі.

## Опис
Бронзова статуетка має висоту 7 сантиметрів. Датована приблизно 800 роком до н. е. Являє собою тонку і високу чоловічу фігуру. До музею потрапила у 1874–76 рр.

## Інтерпретація
Рання спрощена статуетка, за методом виготовлення дуже схожа на інші знахідки на території Греції, зокрема, в Олімпії.